# Red Blooded Woman
Red Blooded Woman är en pop- och R&B-sång skriven av de brittiska låtskrivarna Johnny Douglas och Karen Poole och framförd av Kylie Minogue för hennes nionde studioalbum Body Language. Den är producerad av Johnny Douglas. 

## Format- och låtlista

### Brittisk CD 1 / Europeisk CD
1. "Red Blooded Woman" – 4:19
2. "Almost a Lover" – 3:40

### Brittisk CD 2
1. "Red Blooded Woman" – 4:19
2. "Cruise Control" – 4:55
3. "Slow" (Chemical Brothers Mix) – 7:03
4. "Red Blooded Woman" (Video)

### Brittisk CD 3
1. "Red Blooded Woman" (Whitley Mix) – 5:20
2. "Slow" (Chemical Brothers Mix) – 7:03
3. "Red Blooded Woman" (Narcotic Thrust Mix) – 7:10

### Australisk CD
1. "Red Blooded Woman" – 4:19
2. "Cruise Control" – 4:55
3. "Almost a Lover" – 3:40
4. "Slow" (Chemical Brothers Mix) – 7:03
5. "Red Blooded Woman" (Whitley Mix) – 5:20
6. "Red Blooded Woman" (Video)